# Его-стање
Его-стање је према Е. Берну, универзална психолошка реалност која се манифестује одређеним држањем тела, гестовима, мимиком, начином говора, слањем одређених порука и, најзад, одговарајућим субјективним доживљајима. Его-стање је структурна јединица личности, којих има укупно три: Родитељ, Одрасли, Дете. Свако од ових стања има своју функцију у целовитој личности, која најбоље функционише када су сва три стања у равнотежи. Проблем настаје када једно од ових его-стања постане доминантно, преузме вођство и поремети складну делатност појединца.